# Origins of Life and Evolution of Biospheres
Origins of Life and Evolution of Biospheres is een internationaal, aan collegiale toetsing onderworpen wetenschappelijk tijdschrift op het gebied van de biologie.
De naam wordt in literatuurverwijzingen meestal afgekort tot Orig. Life Evol. Biosph.
Het wordt uitgegeven door Springer Science+Business Media namens de International Society for the Study of the Origin of Life.
Het eerste nummer verscheen in 1968.